# Stylaster imbricatus
Stylaster imbricatus är en nässeldjursart som beskrevs av Stephen D. Cairns 1991. Stylaster imbricatus ingår i släktet Stylaster och familjen Stylasteridae. Inga underarter finns listade i Catalogue of Life.